# Selo (Žiri)
Selo (Duits: Sellen bei Sairach) is een plaats in Slovenië en maakt deel uit van de gemeente Žiri in de NUTS-3-regio Gorenjska. De plaats telde 260 inwoners op 1 januari 2020.